# Провенанс
Провена́нс (фр. provenance — происхождение, источник) — история владения художественным произведением, предметом антиквариата, его происхождение.
На художественных и антикварных рынках провенансом подтверждается подлинность предметов. Провенанс обычно приводится и в аукционных каталогах. Провенанс может значительно повысить цену художественного произведения, предмета антиквариата. Провенанс является одним из базисных понятий арт-банкинга (финансово-консультационного сопровождения инвестиций в искусство).